# Эндокард

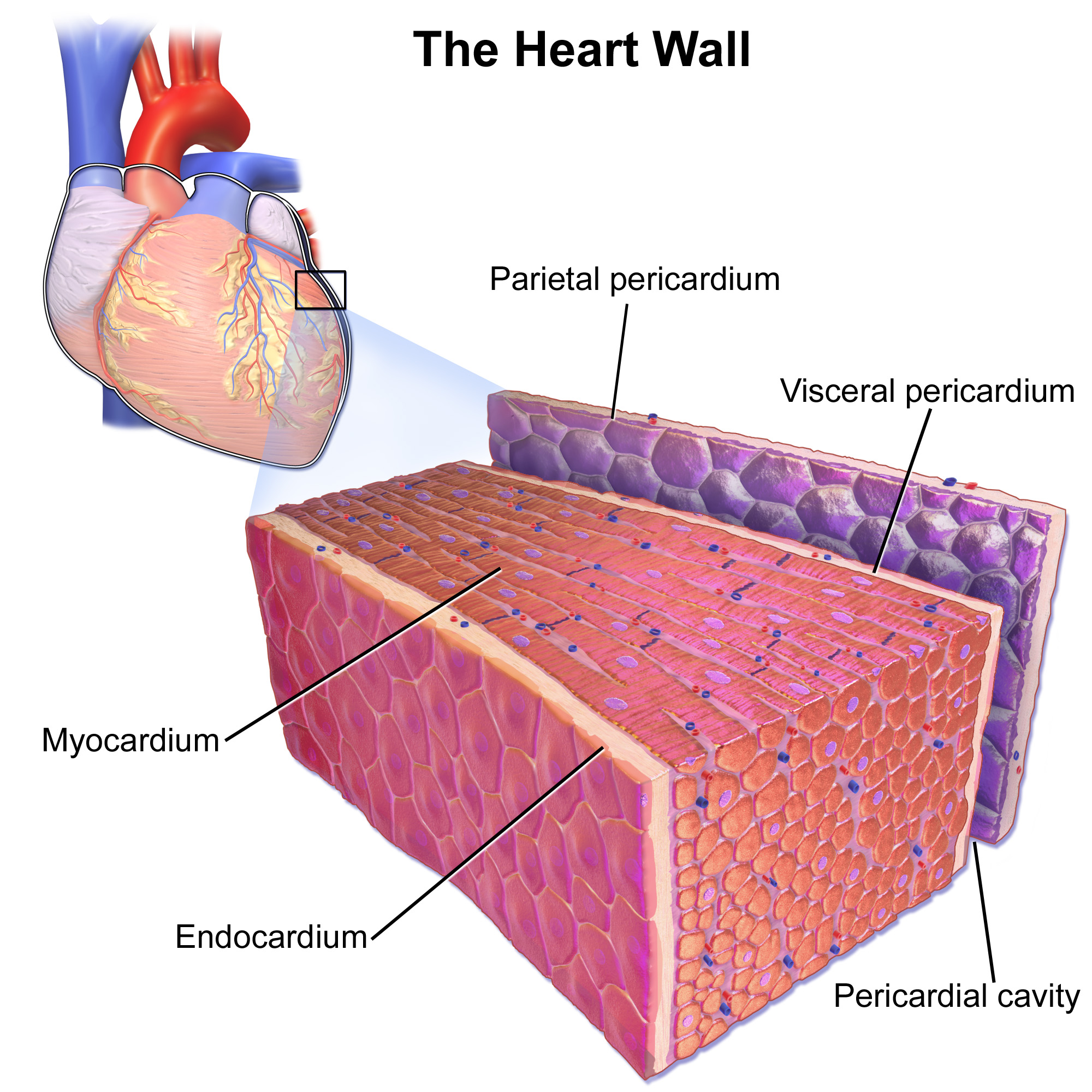
Стенка сердца

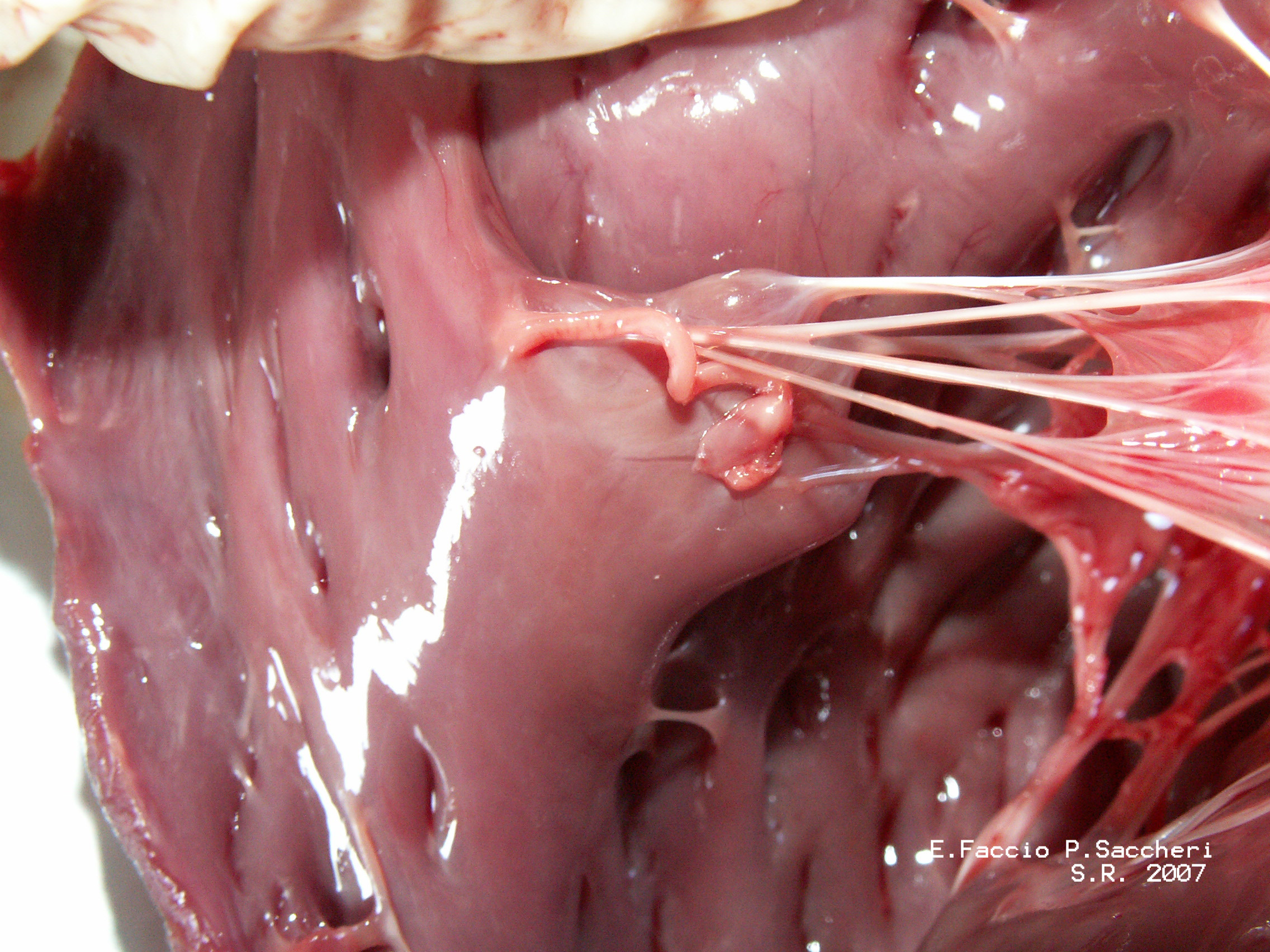
Эндокард

Эндока́рд (лат. endocardium; от др.-греч. ἐνδο- — «внутри» и ϰαρδία — «сердце») — внутренний слой оболочки стенки сердца позвоночных; выглядит как довольно тонкая соединительнотканная оболочка, которая выстилает полости сердца (его предсердия и желудочки).
В энциклопедической и медицинской литературе первой половины XX века и ранее эндокард нередко называют «эндокардий», в частности в одноимённой статье академика А. С. Догеля в «ЭСБЕ».
Эндокард образован эндотелием, и покрыт снаружи рыхлой соединительной тканью с гладкими мышечными волокнами. Гладкая эндотелиальная стенка эндокарда способствует более лёгкому току крови, проходящей через сердце, а также препятствует образованию тромбов.
Воспаление внутренней оболочки сердца называется эндокардит.